# Целозія
Целозія (Celosia) — рід дводольних рослин родини амарантові порядку гвоздикоцвіті. 
Є два основні види (що в низці джерел вважаються підвидами), котрі розрізняються за формою суцвіть — целозія периста Celosia plumosa та целозія гребінчаста Celosia cristata. Обидва види широко використовуються як декоративні рослини. Целозію перисту за її незвичну форму суцвіть часто називають «півнячий гребінець».
Яскравий колір суцвіть зумовлюється нітрогенвмісними пігментами — беталаїнами. Всі органи рослини містять значні кількості дофаміну.